# Producció de cafè al Brasil

Mapa de les zones productores de cafè al Brasil (en color taronja)

La producció de cafè al Brasil representa un terç de tota la producció mundial de cafè, cosa que fa del Brasil el major productor de cafè del món.
El 2007, va produir 2.249.010 tones de cafè, el 80% del qual va ser de l'espècie arabica. Malgrat que el Brasil sigui el major productor del món, les companyies brasileres no dominen la indústria del cafè mundial. Dins el Brasil el mercat del cafè està dominat per dues companyies estatunidenques de processament de cafè, Sara Lee i Kraft Foods.

## Història
El cafè no és originari d'Amèrica. Al brasil les primeres plantacions es van fer l'any 1727 a l'estat de Pará. Segons una llegenda les primeres llavors de cafè plantades al Brasil procedien de la Guiana francesa.
La indústria del cafè al brasil depenia de l'esclavisme i a la primera meitat del segle xix es van portar al Brasil 1,5 milions d'esclaus africans per a treballar en les plantacions de cafè. Una vegada es va abolir l'esclavisme, van venir al Brasil molts immigrants europeus per a treballar-hi.
L'any 1906, davant la baixada dels preus del cafè, el govern va protegir la indústria i el conreu del cafè i va intervenir en els preus del cafè. però això també va donar lloc a una sobreproducció.
Cap a la dècada de 1920 Brasil pràcticament tenia el monopoli del cafè i subministrava el 80% del cafè mundial. Cap a finals de la dècada de 1960 Brasil encara tenia el 60% de la producció mundial de cafè.
A la dècada de 1990 es va procedir a la desregulació del mercat del cafè i amb això va augmentar la qualitat del cafè produït al Brasil.

## Situació actual

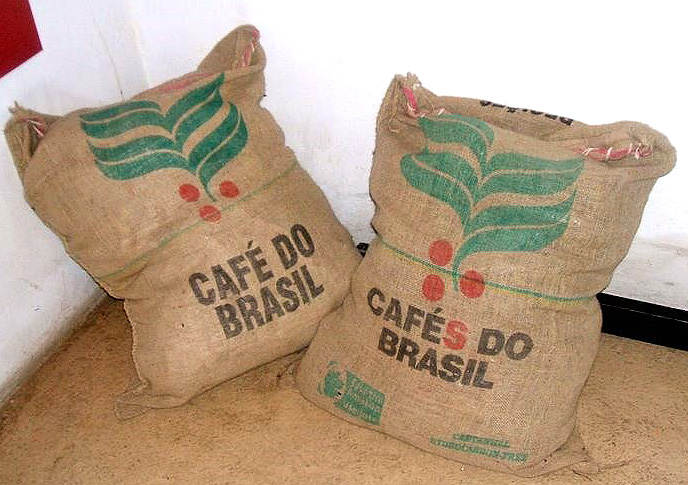
Sacs de cafè a São Paulo

Les plantacions de cafè al Brasil ocupen uns 27.000 km² amb aproximadament el 74% d'arabica i el 26%de robusta. Els estats més productors són els de São Paulo, Minas Gerais i Paranà. El cafè dona ocupació directa a uns 3,5 milions de treballadors brasilers i a uns 7 milions de manera indirecta.
Els cafès brasilers es fan servir per a mescles en les principals marques comercials del món. La marca italiana Illy fa servir principalment cafè del Brasil en la seva mescla.